# Petro Werhun
Petro Werhun (ukrainisch Петро Вергун) (* 18. November 1890 in Gródek Jagiellonski bei Lemberg in Galizien; † 7. Februar 1957 in Angarsk in Sibirien) war ein ukrainischer Priester und Märtyrer. Er gehörte zur ukrainisch-katholischen Kirche, einer unierten Kirche, die den byzantinischen Ritus pflegt und gleichzeitig in Einheit mit der römisch-katholischen Kirche steht, und wird in der römisch-katholischen Kirche als Seliger verehrt.

## Leben
Nach dem Studium der Theologie in Prag promovierte er im Fach Kirchengeschichte. Nach seiner Priesterweihe wurde er 1927 als Seelsorger für die ukrainischen Katholiken nach Berlin berufen, wo er zunächst im St. Josefsheim der Karmelitinnen vom Göttlichen Herzen Jesu an der Pappelallee im Bezirk Prenzlauer Berg wirkte. Von Anfang bemühte er sich nicht nur um die katholischen, sondern auch um die orthodoxen Ukrainer. Er gründete einen konfessionell gemischten Kirchenchor und setzte sich für die innerukrainische Ökumene ein. Ein weiteres Anliegen war ihm, durch Vorträge und Veröffentlichungen die byzantinische Liturgie innerhalb der katholischen Kirche bekannt zu machen und den Dialog zwischen der Ost- und Westkirche zu fördern. Er sehnte sich nach der Wiedervereinigung der Kirchen und war sich dessen bewusst, dass der kirchlichen Vereinigung eine „Union der Herzen“ vorausgehen müsse. Er selbst war Benediktineroblate der Abtei Niederaltaich in Bayern (in der beide Riten vertreten sind) und wünschte sich, dort später einzutreten.
1940 wurde Petro Werhun jedoch zum Apostolischen Visitator in Deutschland ernannt und war somit für alle katholischen Ukrainer und deren Seelsorger verantwortlich. Während des Zweiten Weltkrieges lag ein Schwerpunkt seiner Arbeit in der Unterstützung notleidender ukrainischer Familien, Kriegswaisen und Zwangsarbeiter, weshalb er von der Gestapo überwacht wurde. Der Versuch, ihn 1939 aus Deutschland ausweisen zu lassen, scheiterte am Widerstand des Apostolischen Nuntius Cesare Orsenigo.
Gegen den Rat, vor der anrückenden Roten Armee zu fliehen und Berlin zu verlassen, entschied er sich, seine Gemeinde nicht im Stich zu lassen. Am 22. Juni 1945 wurde er wegen angeblicher Kollaboration mit den Nationalsozialisten von der Roten Armee verschleppt und zu acht Jahren Zwangsarbeit verurteilt. Auch nach der Haftentlassung wurde er in Sibirien festgehalten. Am 7. Februar 1957 starb Petro Werhun an den Folgen der Zwangsarbeit in sibirischer Verbannung.

## Gedenken
Am 27. Juni 2001 wurde er von Papst Johannes Paul II. in Lemberg zusammen mit 26 weiteren ukrainischen Märtyrern seliggesprochen. Petro Werhun wird als Brückenbauer zwischen Ost und West, vor allem zwischen Ukrainern und Deutschen, verehrt. Eine Gedenkplatte befindet sich in der Unterkirche der Sankt-Hedwigs-Kathedrale. Reliquien, die dem Erzbistum Berlin beim Besuch Kardinal Husars im Mai 2006 in der Kathedrale übergeben wurden, befinden sich jetzt in der Kirche St. Johannes Evangelist der ukrainischen Gemeinde in Berlin-Johannisthal, weitere Reliquien wurden der Abtei Niederaltaich übergeben.
Der Gedenktag des seligen Petro Werhun ist der 7. Februar.
Die katholische Kirche hat Prälat Werhun als Glaubenszeugen in das deutsche Martyrologium des 20. Jahrhunderts aufgenommen.